# Suzuki Grand Vitara
Suzuki Grand Vitara — компактний кросовер, вироблений японською компанією Suzuki. Виготовляється з 1997 року, на внутрішньому японському ринку відомий як Suzuki Vitara (Suzuki Escudo). Крім звичайної п'ятидверній моделі існує також подовжена під назвою Grand Vitara XL-7 (Grand Escudo) і вкорочена тридверна.

## Grand Vitara (FT/GT; 1998—2005)

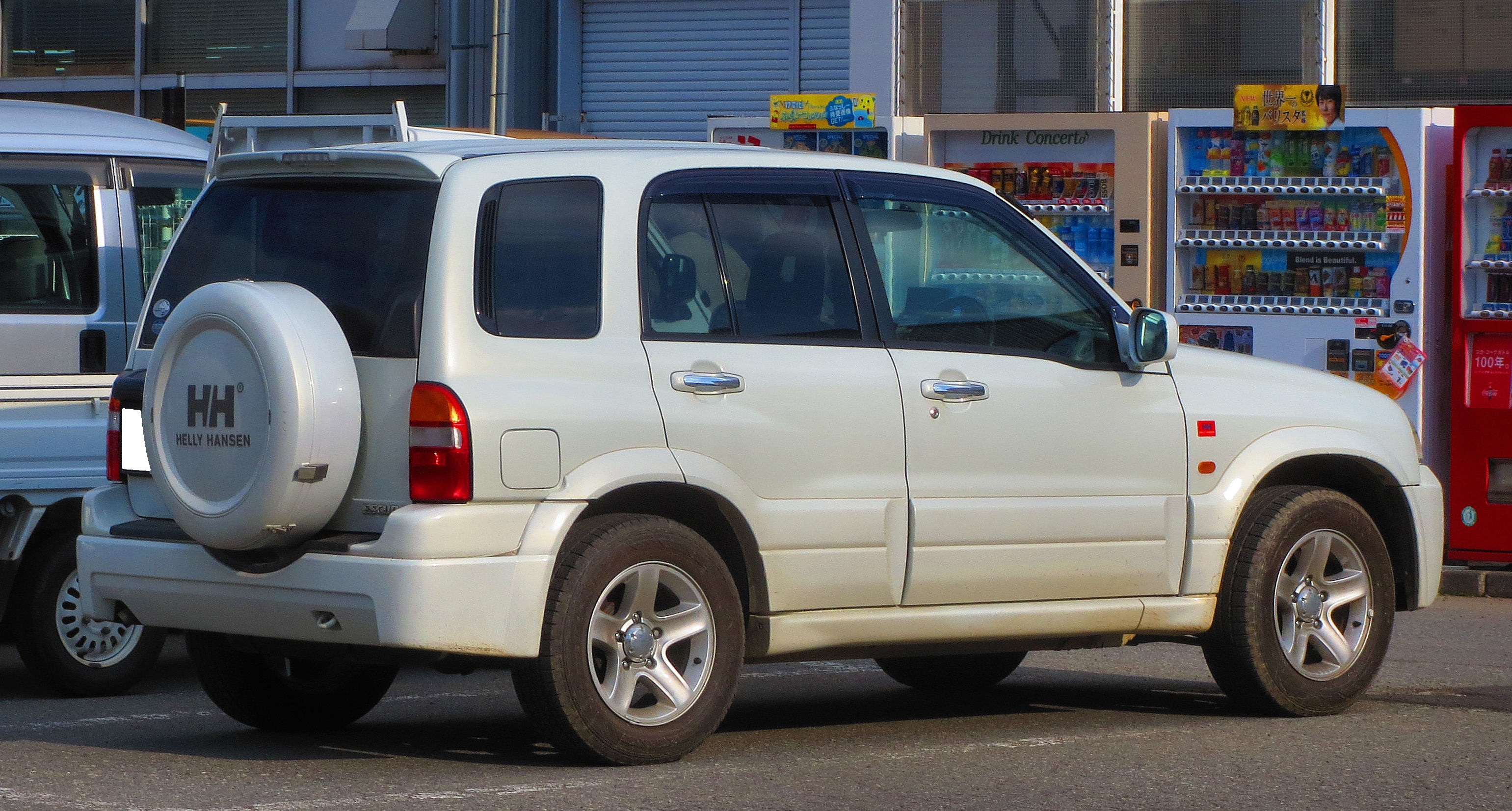
Suzuki Grand Vitara 5d

Перше покоління було представлено 1998 року. Технічно цей автомобіль (на внутрішньому японському ринку відомий як Escudo) являв собою рамний кросовер з повним приводом, що підключається, на ряді експортних ринків існували дизельні модифікації.
Перше покоління Grand Vitara має систему повного приводу типу Part-Time, тобто передня вісь жорстко підключається вручну за бажанням водія. Завдяки застосуванню новинки — перемикача Drive Select 4x4 — привід на всі колеса можна включити або виключити на ходу при швидкості не більше ніж 100 км/год, включення понижувальної передачі можливе тільки при повній зупинці автомобіля.
2001 року модель модернізували, змінивши зовнішній вигляд і оснащення.

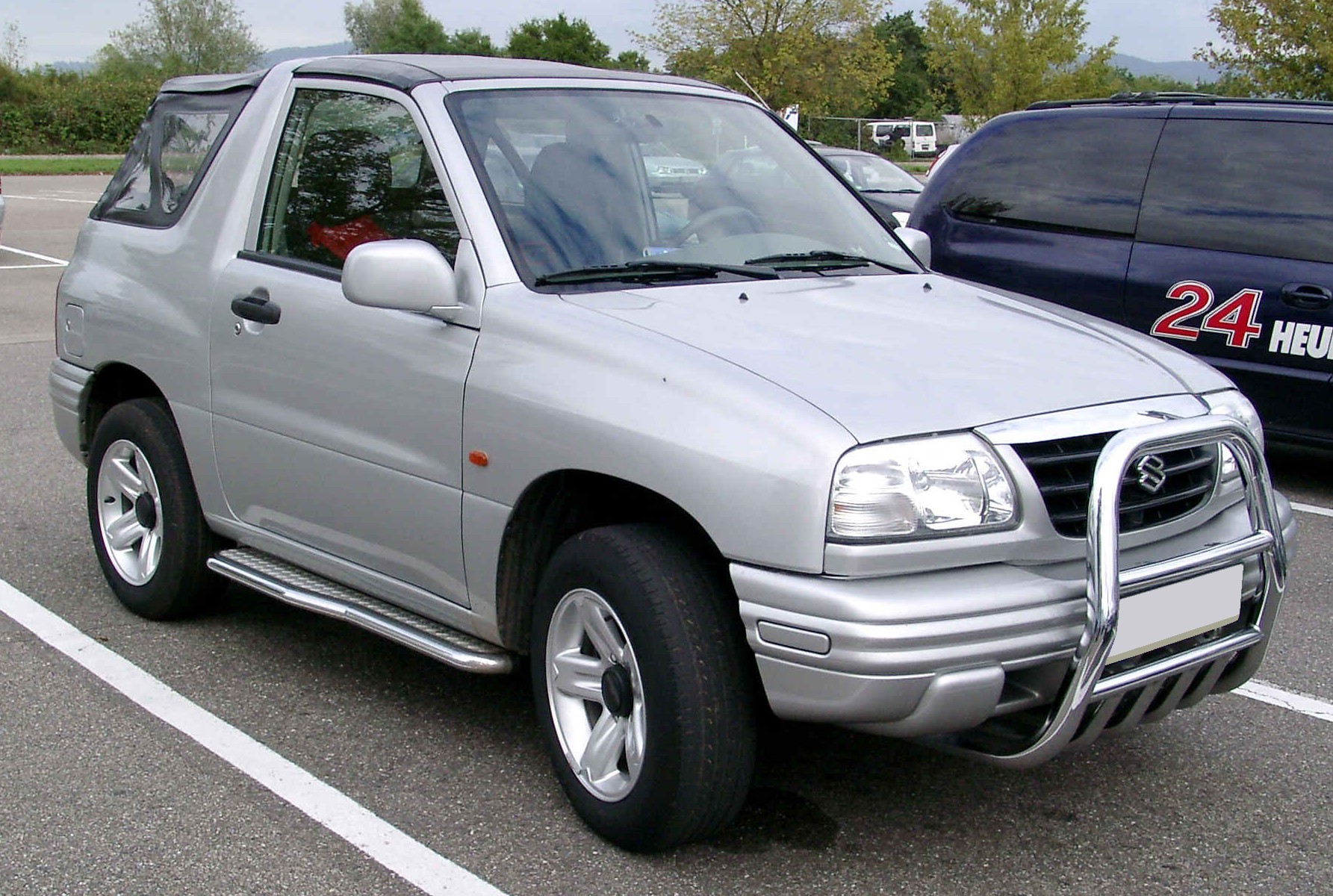
Suzuki Grand Vitara 3d
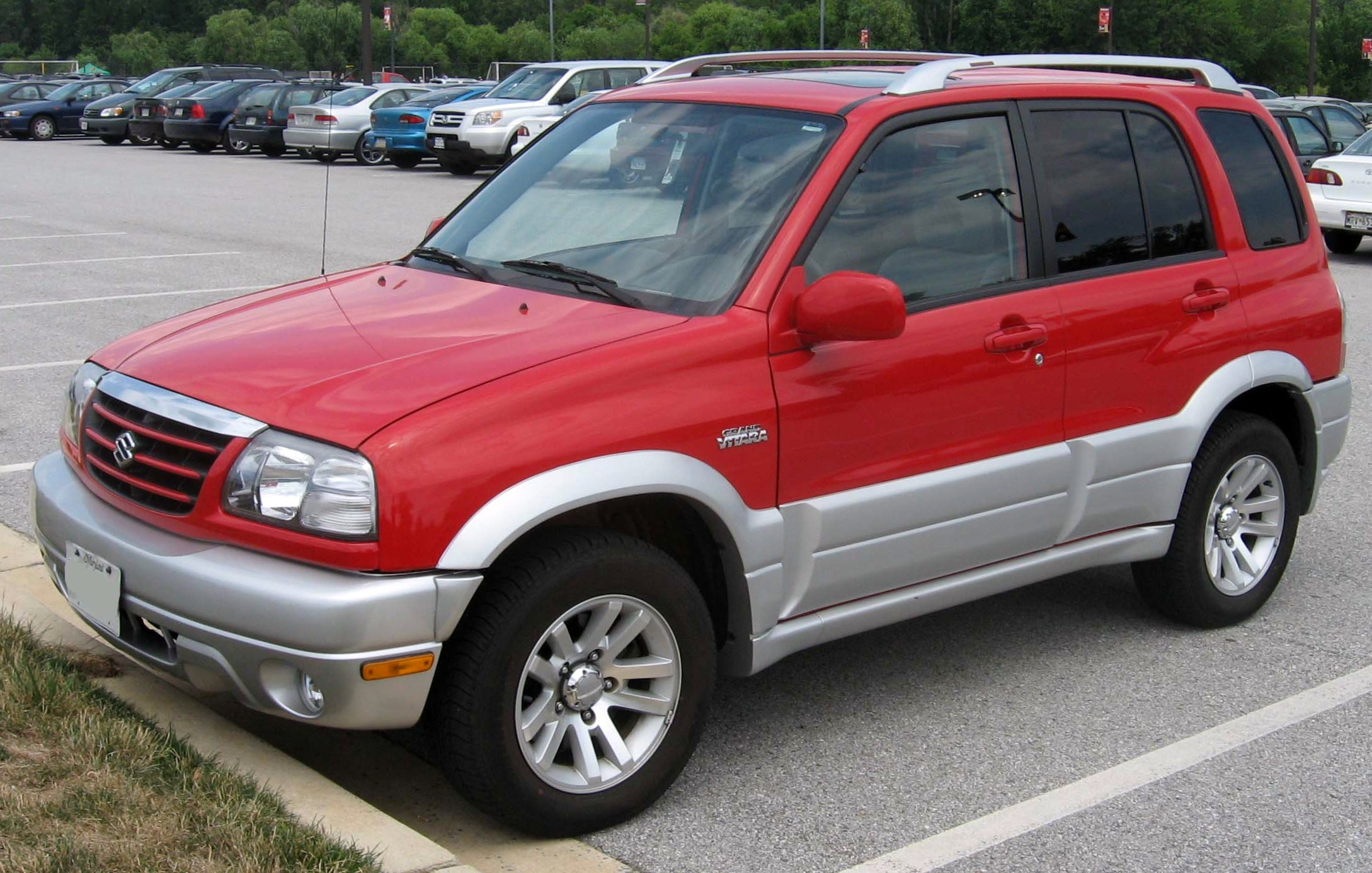
Suzuki Grand Vitara 5d (2001-2005)
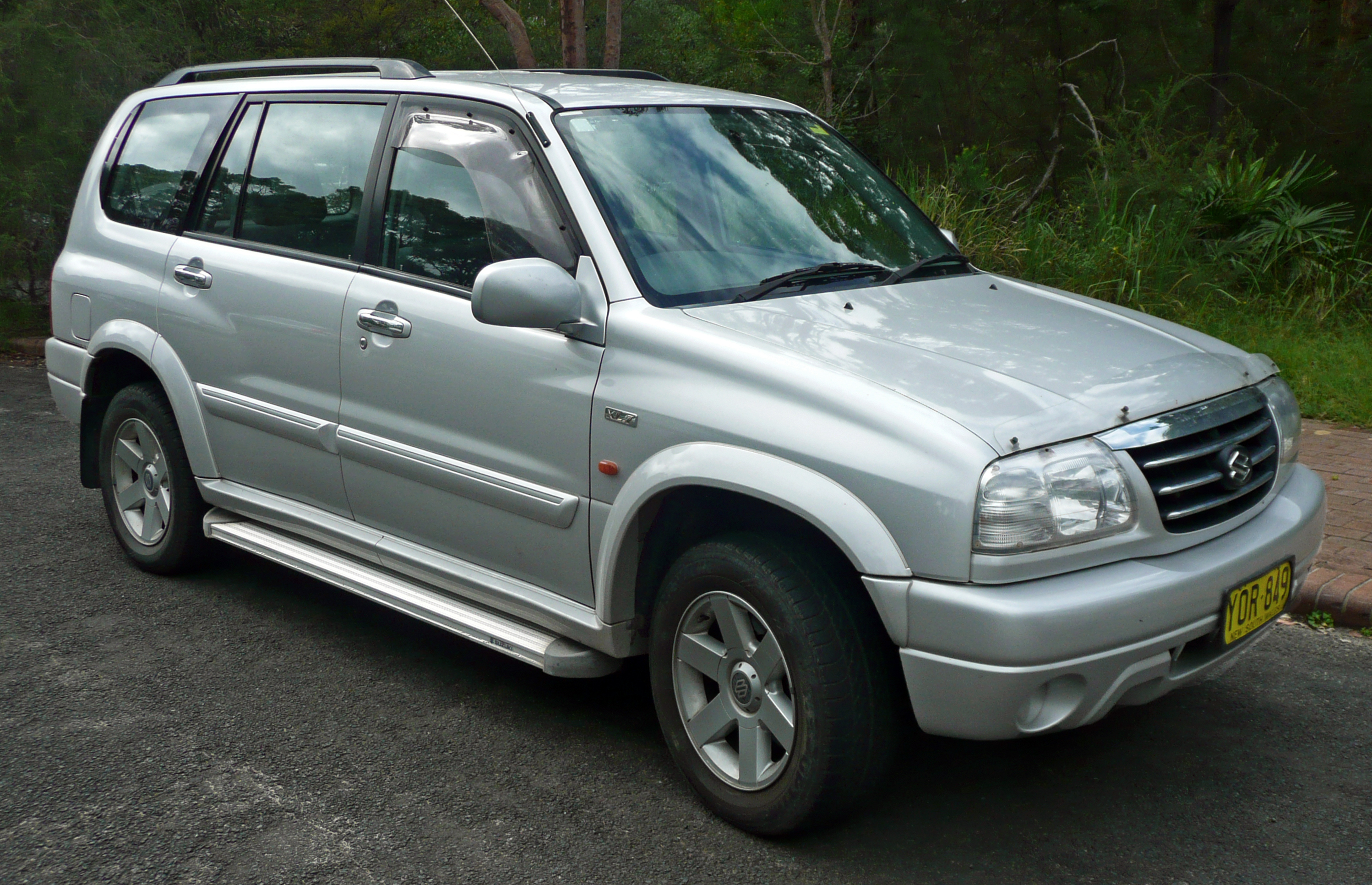
Suzuki Grand Vitara XL-7

### Двигуни
Бензинові
- 1.3 л M13A Р4 83 к.с.
- 1.6 л G16B Р4 94-99 к.с.
- 2.0 л J20A Р4 128—140 к.с.
- 2.5 л H25A V6 144—158 к.с.
- 2.7 л H27A V6 173—184 к.с.

Дизельні
- 2.0 л RF/RFM Р4 86-87 к.с.
- 2.0 л RHW/RHZ Р4 109 к.с.

## Grand Vitara (JT; 2005—2017)

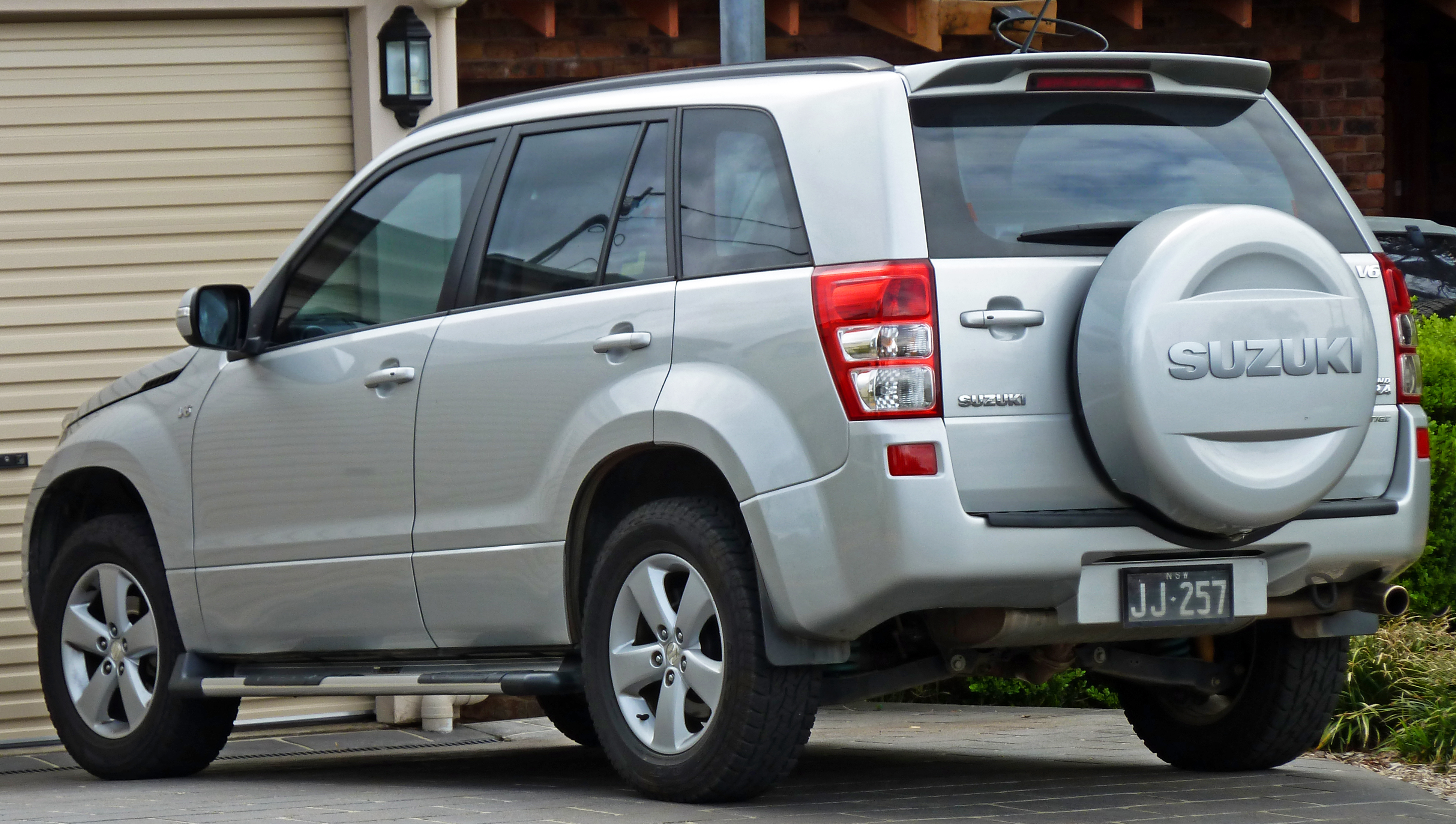
Suzuki Grand Vitara ІІ 5d (2005—2012)

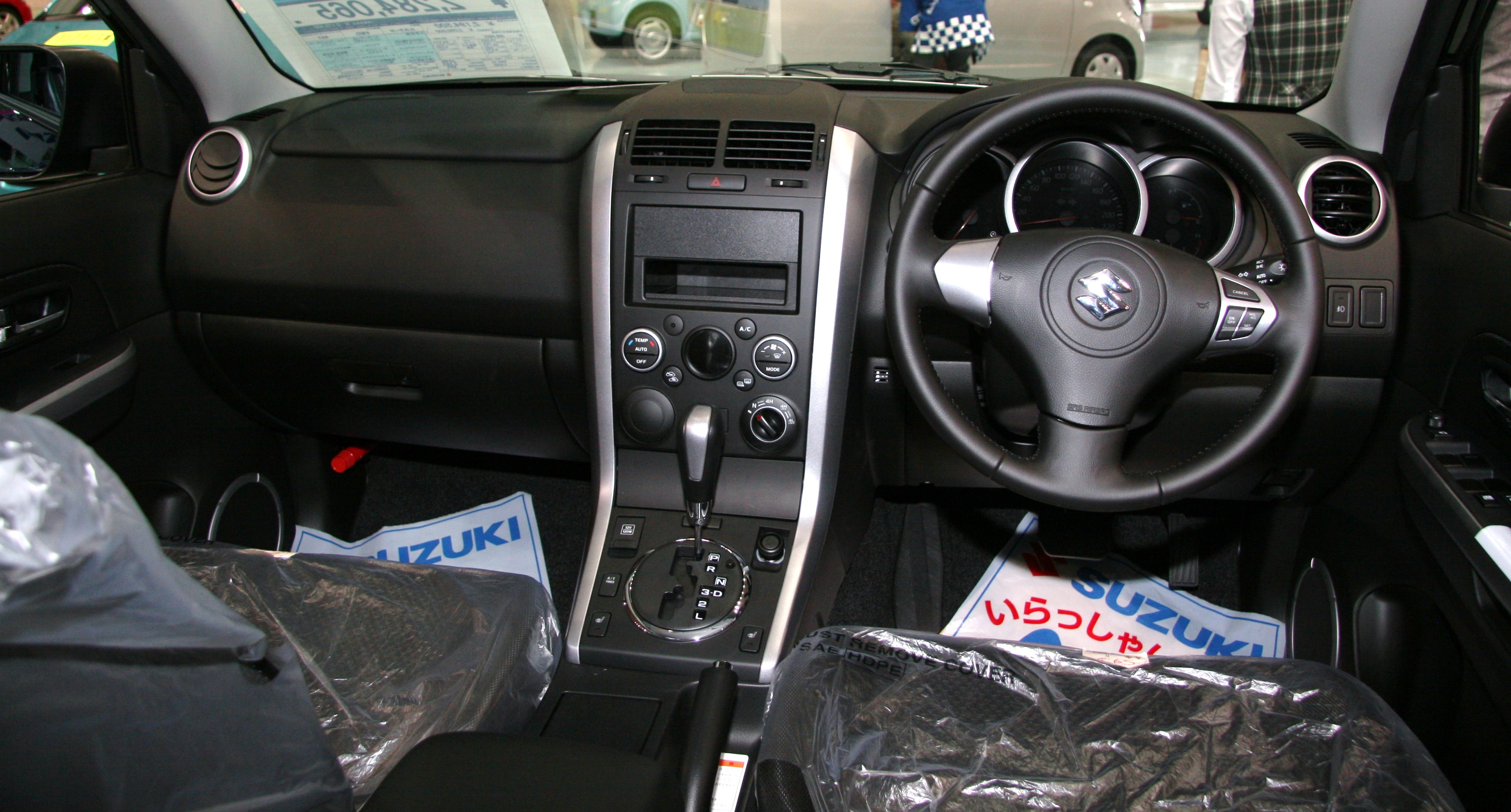
Салон Suzuki Grand Vitara ІІ

2005 року компанія Suzuki представила друге покоління Grand Vitara. На відміну від попередника, у автомобіля рама сходового типу стала інтегрованою в кузов, а повний привід став постійним. Втім, в наявності блокування міжвіосьового диференціала і понижуюча передача в трансмісії.
На внутрішньому японському ринку автомобіль випускається в цілому ряді спеціальних версій. Серед них — Helly Hansen (створена для любителів активного відпочинку спільно з виробником зимового одягу), Salomon (відрізняється обробкою кузова панелями під хром), Supersound Edition (з аудіосистемою преміум-класу) і FieldTrek (найпрестижніша комплектація, присутні рейлінги і люк у даху, ксенонова головна оптика).
У другій половині 2008 року модель зазнала незначного рестайлінгу, а також отримала два нових двигуна. Відтепер, Grand Vitara пропонується з двигунами 2.4 л. (169 к.с., з системою автоматичної зміни фаз газорозподілу), і 3.2 л. (232 к.с., V-подібний 6-циліндровий агрегат).
В 2012 році модель модернізували вдруге.
Suzuki Grand Vitara доступний в 3 модифікаціях: стандартна, Premium і Limited. Стандартним обладнанням для базової моделі є 16-дюймові сталеві колеса, автоматичні фари, безключовий доступ. Середня модель Premium оснащена функціями базової моделі, але також доповнена: 16-дюймовими легкосплавними дисками, тонованим заднім склом і круїз-контролем. Найдорожча модель Limited комплектується: 18-дюймовими легкосплавними дисками, протитуманними фарами, панорамним люком на даху, хромованими молдингами і безключовим доступом.

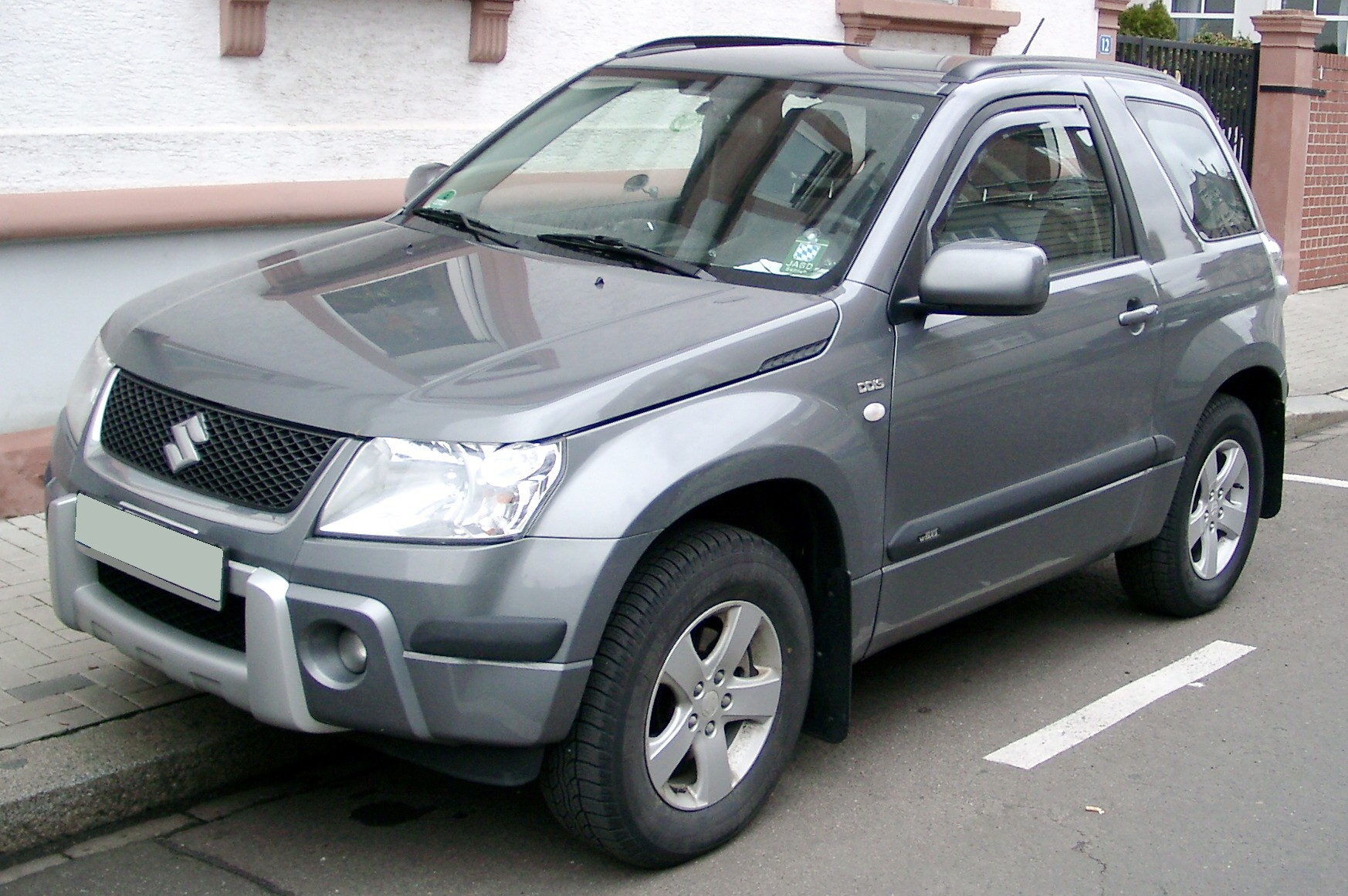
Suzuki Grand Vitara ІІ 3d (2005-2012)
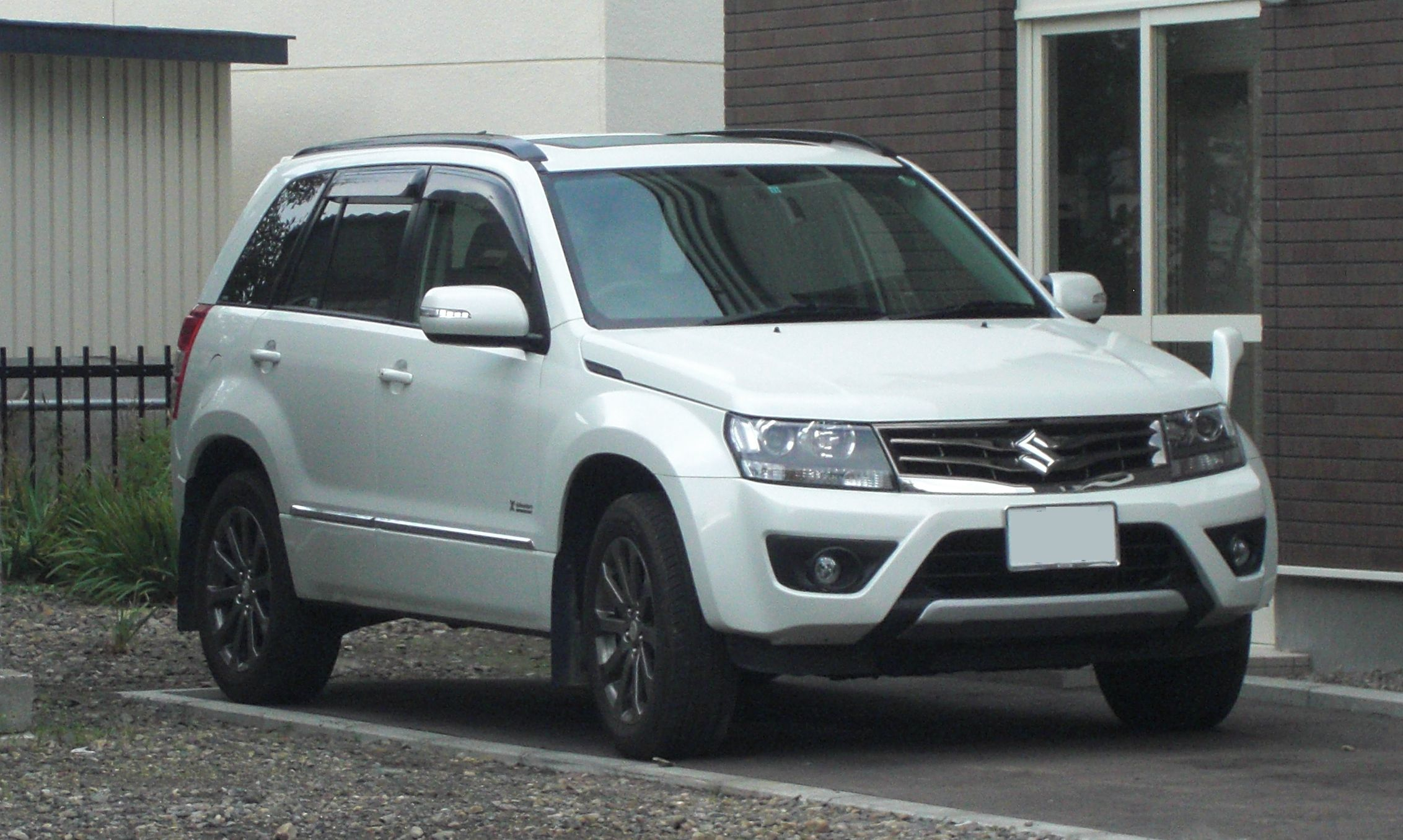
Suzuki Grand Vitara ІІ 5d (2012-2017)

### Двигуни
| Модель         | Об'єм     | Циліндри  | Потужність при об/хв   | Крутний момент             | Vмакс      | КПП                                      | Стандарти | Варіанти   | Роки виробництва |
| Бензинові      | Бензинові | Бензинові | Бензинові              | Бензинові                  | Бензинові  | Бензинові                                | Бензинові | Бензинові  | Бензинові        |
| -------------- | --------- | --------- | ---------------------- | -------------------------- | ---------- | ---------------------------------------- | --------- | ---------- | ---------------- |
| 1.6 16V        | 1586 см³  | 4         | 78 kW (106 к.с.)/5900  | 145 Нм при 4100 об/хв      | 160 км/год | 5-ст. МКПП                               | Euro 4    | 3-дв.      | з 04/2005        |
| 2.0 16V        | 1995 см³  | 4         | 103 kW (140 к.с.)/6000 | 183 Нм при 4000 об/хв      | 175 км/год | 5-ст. МКПП або 4-ст. АКПП                | Євро-4    | 5-дв.      | 04/2005–09/2008  |
| 2.4 16V        | 2393 см³  | 4         | 122 kW (166 к.с.)/6000 | 225 Нм при 3800 об/хв      | 180 км/год | 5-ст. МКПП або 4-ст. АКПП                | Євро-4    | 3-дв.      | з 09/2008        |
| 2.4 16V        | 2393 см³  | 4         | 124 kW (169 к.с.)/6000 | 227 Нм при 3800 об/хв      | 185 км/год | 5-ст. МКПП або 4-ст. АКПП                | Євро-5    | 5-дв.      | з 09/2008        |
| 2.7 V6 (США)   | 2736 см³  | 6         | 136 kW (185 к.с.)/6000 | 250 Нм при 4500 об/хв      | 200 км/год | 5-ст. МКПП або 5-ст. АКПП                | Євро-4    | 5-дв.      | 04/2005–09/2008  |
| 3.2 V6         | 3195 см³  | 6         | 171 kW (233 к.с.)/6200 | 291 Нм при 4000 об/хв      | 200 км/год | 4-ст. АКПП (США) або 5-ст. АКПП (Європа) | Євро-4    | 5-дв.      | 09/2008–10/2012  |
| Дизельні       |           |           |                        |                            |            |                                          |           |            |                  |
| 1.9 DDiS (DPF) | 1870 см³  | 4         | 95 kW (129 к.с.)/3750  | 300 Нм при 2000 об/хв      | 170 км/год | 5-ст. МКПП                               | Євро-4    | 3- і 5-дв. | 12/2005–05/2010  |
| 1.9 DDiS (DPF) | 1870 см³  | 4         | 95 kW (129 к.с.)/4000  | 300 Нм при 1750—2500 об/хв | 170 км/год | 5-ст. МКПП                               | Євро-5    | 3- і 5-дв. | з 05/2010        |

- DDiS = Direct Diesel injection System

## Grand Vitara (з 2022)

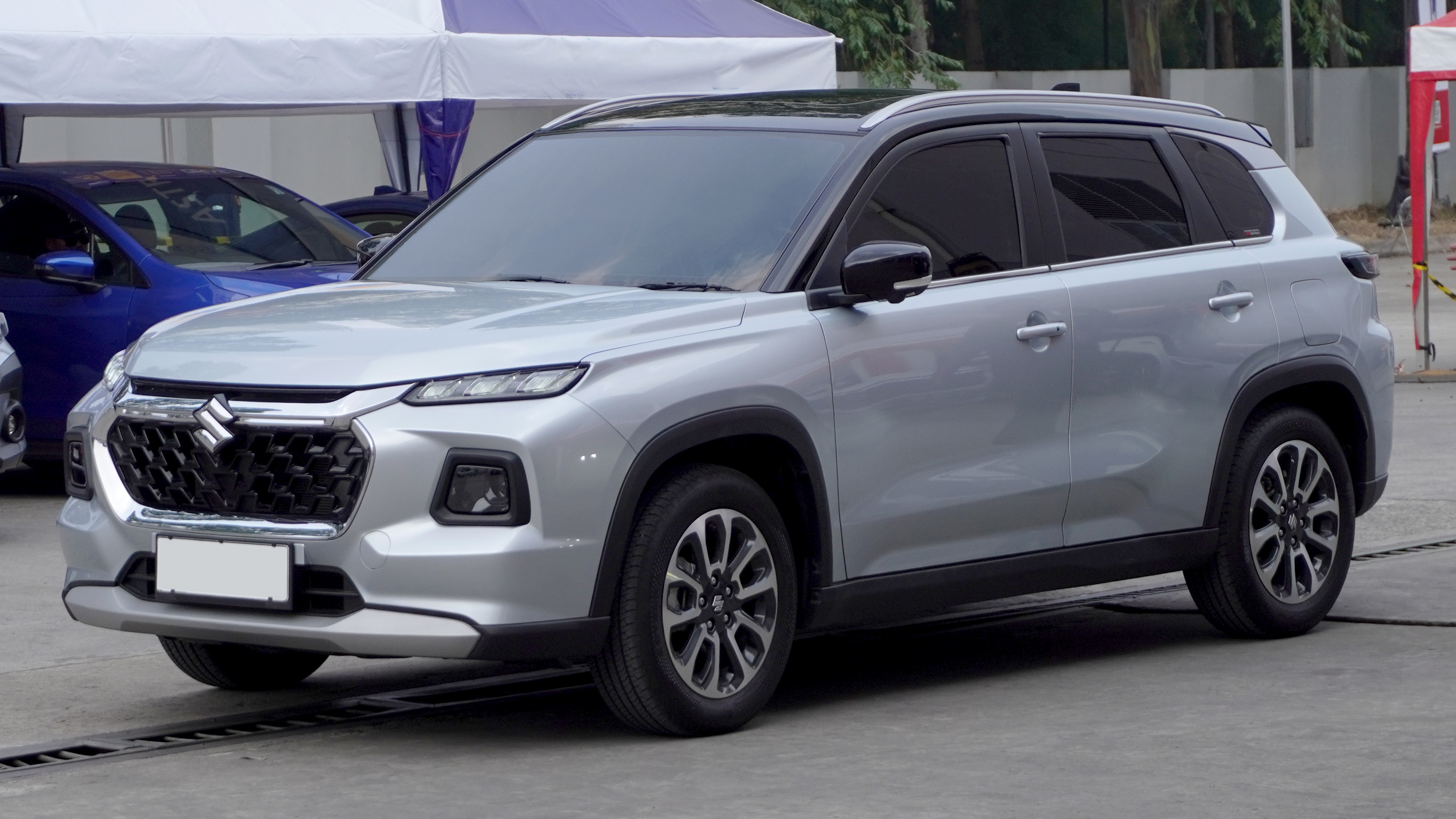
Suzuki Grand Vitara Zeta Smart Hybrid

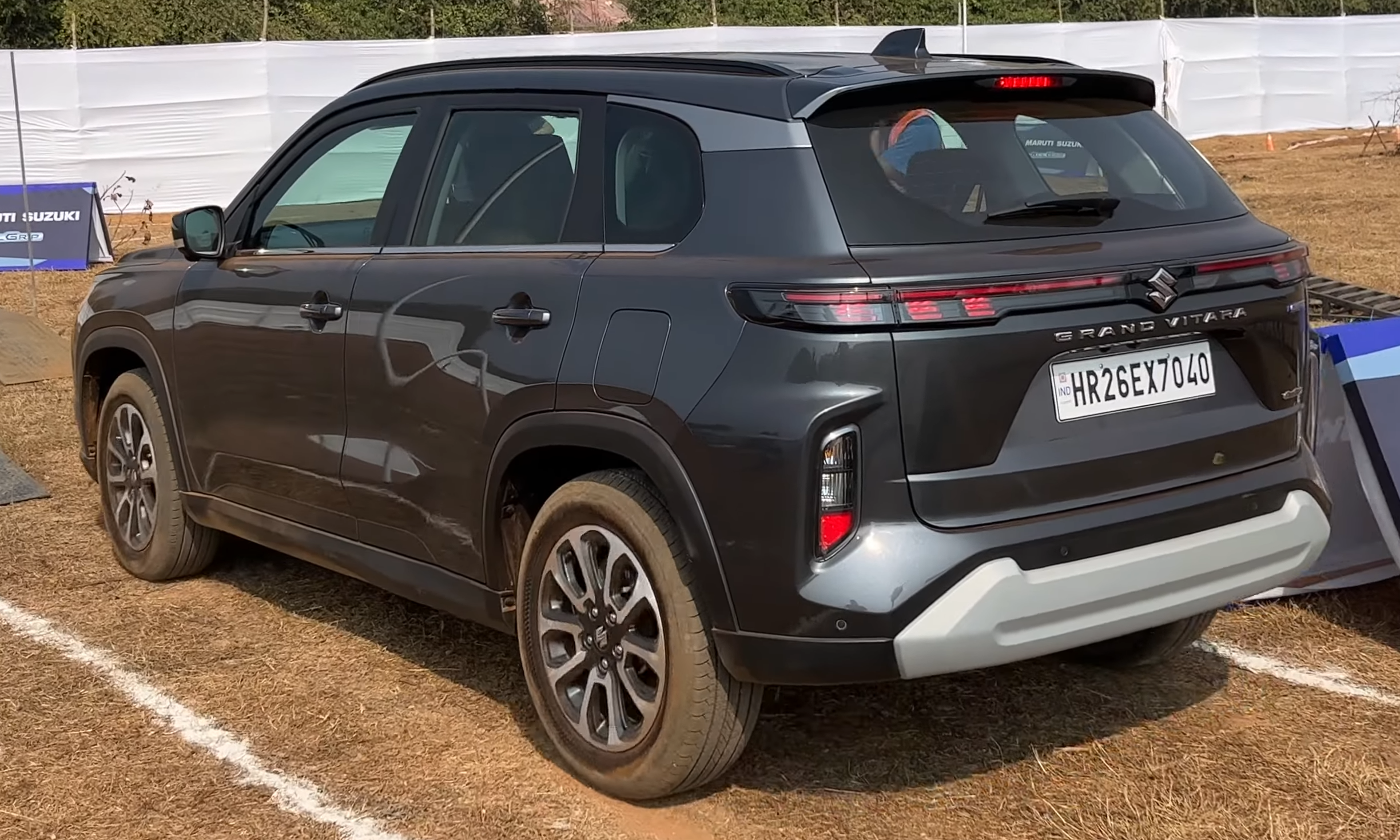

Suzuki Grand Vitara третього покоління, заснована на подовженій платформі Suzuki Global C від Vitara, була представлена в Індії в липн

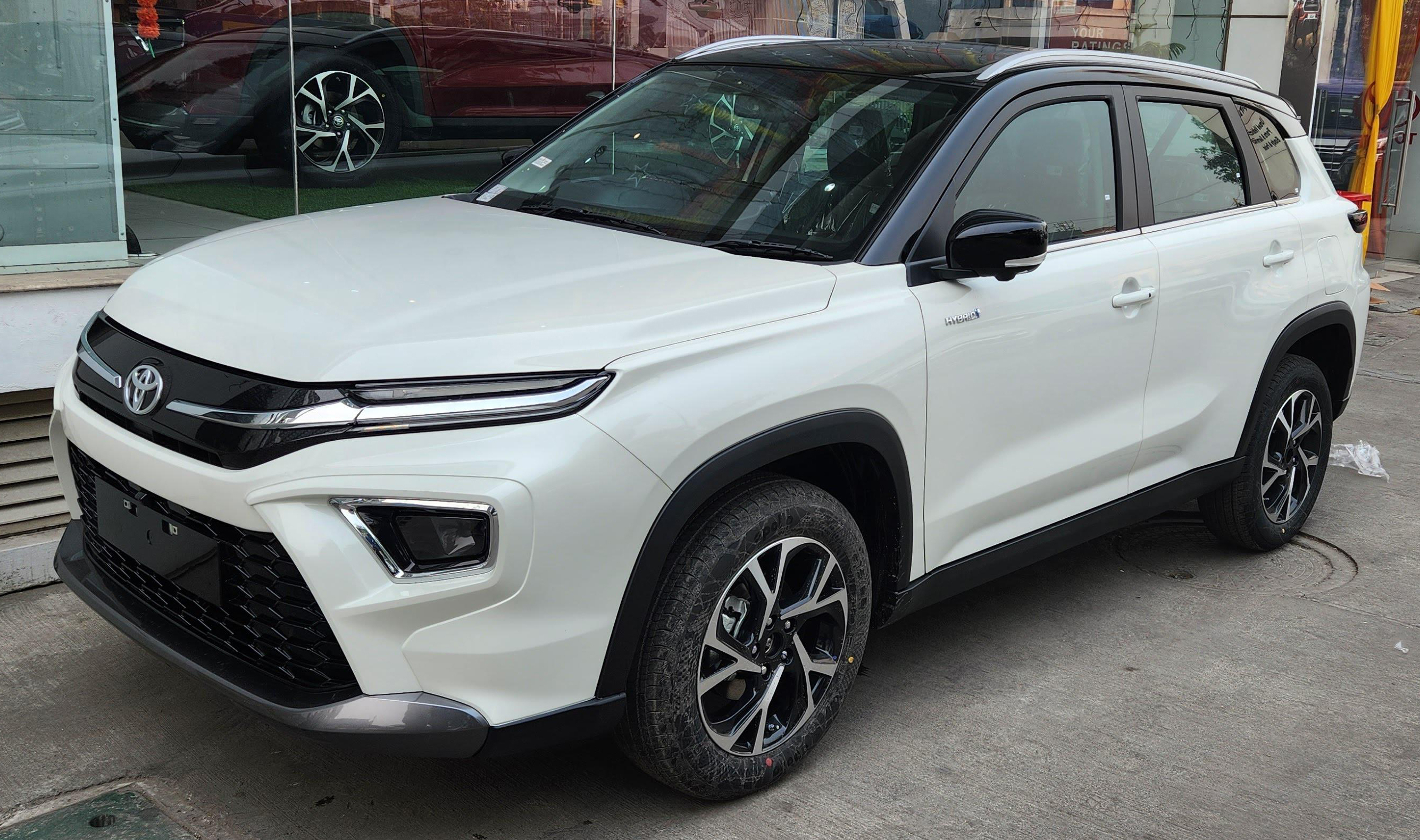
Toyota Urban Cruiser Hyryder

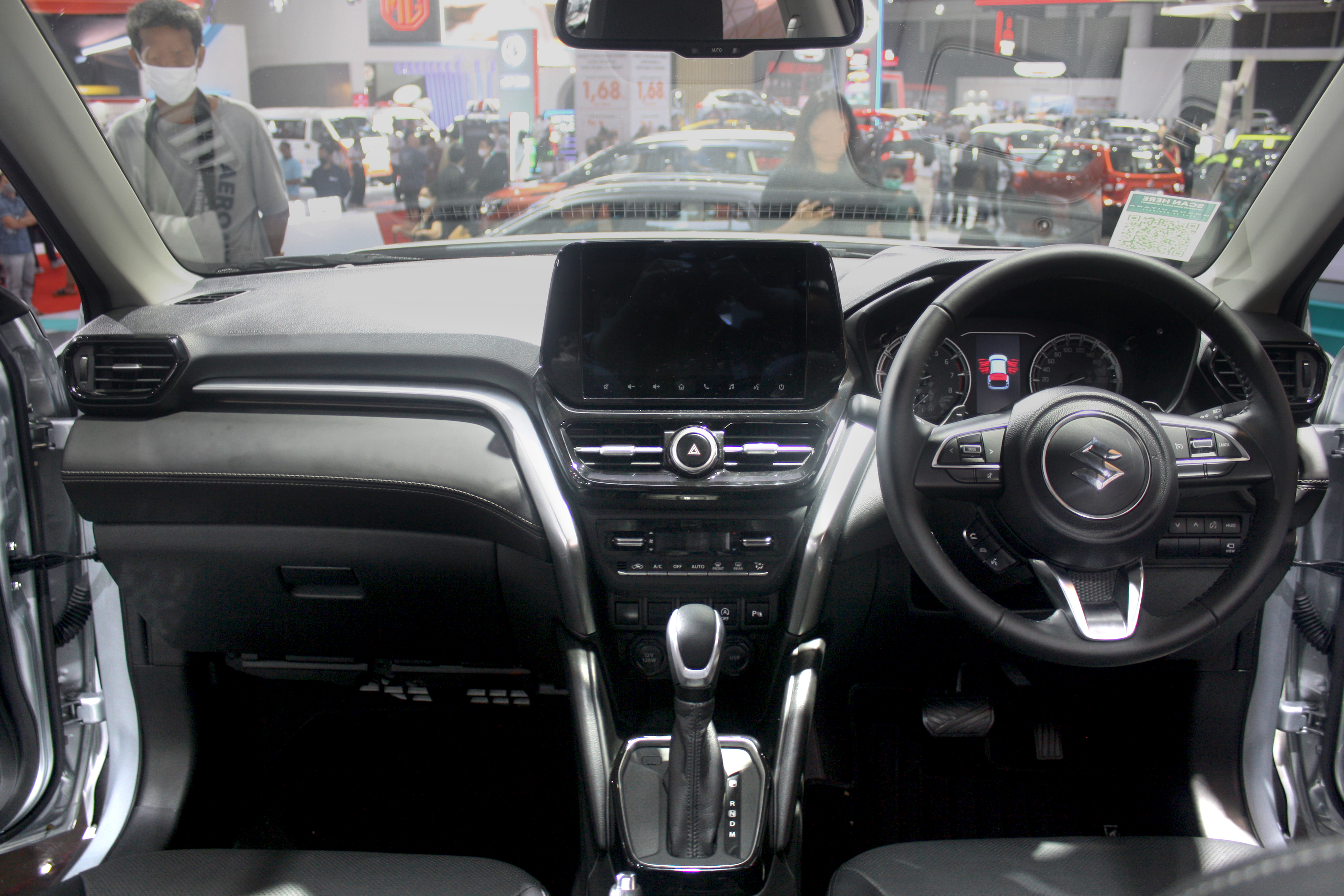

і 2022 року. Він замінив S-Cross на індійському ринку, який також збудований на тій же платформі. Він також продається під маркою Toyota як Urban Cruiser Hyryder. Він експортуватиметься на глобальний ринок, в тому числі в країни, що розвиваються, в Азії та Африці.

### Двигуни
Бензинові:
- 1462 см3 K15B I4
- 1462 см3 K15C I4 (середній hybrid)

Бензиновий/ГАЗ:
- 1462 см3 K15C I4 (Індія)

hybrid:
- 1490 см3 Toyota M15D-FXE I3